# 哈罗德·奥斯本
哈罗德·奥斯本（英語：Harold Osborn，1899年4月13日—1975年4月5日），美国男子田径运动员。他曾代表美国参加1924年和1928年夏季奥林匹克运动会田径比赛，其中1924年奥运会获得二枚金牌。